# 流浪者足球俱乐部
為蘇格蘭足球超級聯賽球隊之一，曾一度因為財政問題無緣超級聯賽，為免與其他以「流浪」（Ranger）為名的球隊混淆，習慣稱為格拉斯哥流浪者或格拉斯哥遊騎兵隊。為格拉斯哥市兩支巨无霸球會之一，與同城宿敵凯尔特人合稱「老字號」，壟斷蘇格蘭足球超過100年。主場位於格拉斯哥市西南部容量 50,817 的埃布羅克斯球場。
流浪保有奪得本土聯賽冠軍（截至2020-2021年球季共獲 55 屆）及本土三料冠軍（7 次）最多的世界紀錄。流浪在2000年贏取第 100 項重要錦標的里程碑，是世界首支達標的球會。

## 主場球場
埃布羅克斯球場位於蘇格蘭格拉斯哥克萊德河南岸伊布羅克斯區（Ibrox, Glasgow），是流浪的主場球場。埃布羅克斯曾是歐洲足協五星級足球場，現時稱為「歐洲足協精英球場」（UEFA's Elite Football Stadia）。1939年1月有破紀錄的118,567名球迷入場觀看一場流浪對的聯賽，至今仍然是全英國聯賽最高入場人數紀錄。
埃布羅克斯由著名球場建築師阿奇巴尔·雷奇設計，於1899年12月30日進行首場賽事，流浪以3-1擊敗。埃布羅克斯自揭幕以來曾發生兩宗嚴重球場慘劇，首宗發生於1902年，當一場由蘇格蘭對英格蘭的國際賽進行時，部分看台倒塌，造成26死及超過500人受傷的重大意外；次宗發生在1971年，當一場傳統在元旦日舉行的老字號打吡戰結束後，觀眾魚貫離場時，柯普蘭看台（Copland End）前往後方第13號通道的樓梯圍欄倒塌，造成人踏人意外，引致66人死及超過200人受傷。
埃布羅克斯的主看台位於球場南面，三層高，頂層稱為「球會甲板」（Club Deck），北面的「高雲看台」（Govan Stand）兩層高，而位於兩邊球門後方，東面的「柯普蘭看台」（Copland Stand）和西面的「般隆看台」（Broomloan Stand）同為兩層高，除此之外，在主看台下層尚有東西圍欄（East and West Enclosures），而「高雲看台」兩邊亦建有角落看台與相鄰看台連結。在2006年夏季完成「高雲看台」的「72吧」（Bar 72）坐席後，埃布羅克斯的總容量達到50,987人。2006年8月22日流浪宣佈將主看台命名為「比爾·斯特鲁斯主看台」（The Bill Struth Main Stand），以紀念服務球隊長達34年的前領隊比爾·斯特鲁斯（Bill Struth）逝世50週年。

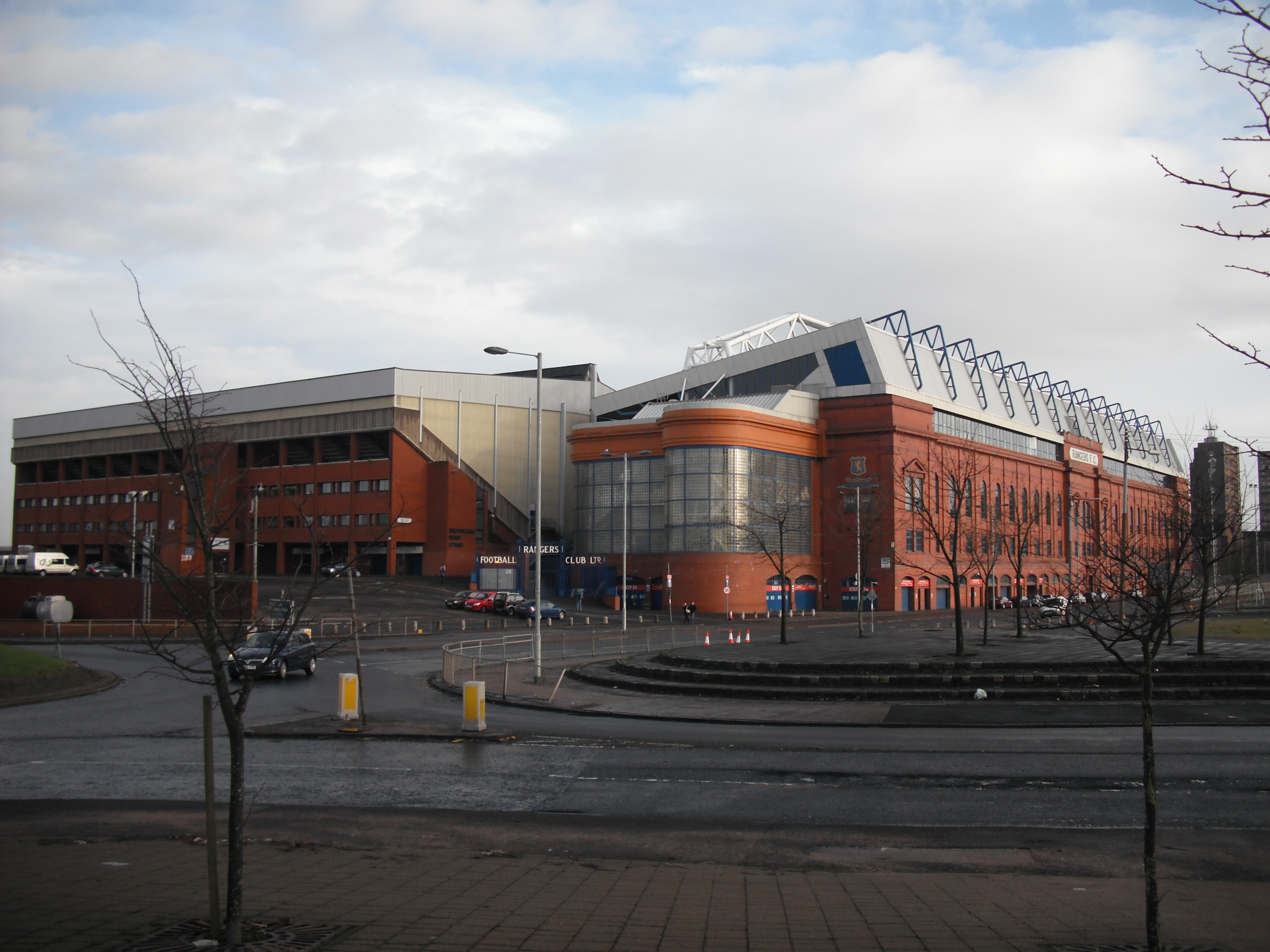
埃布羅克斯球場
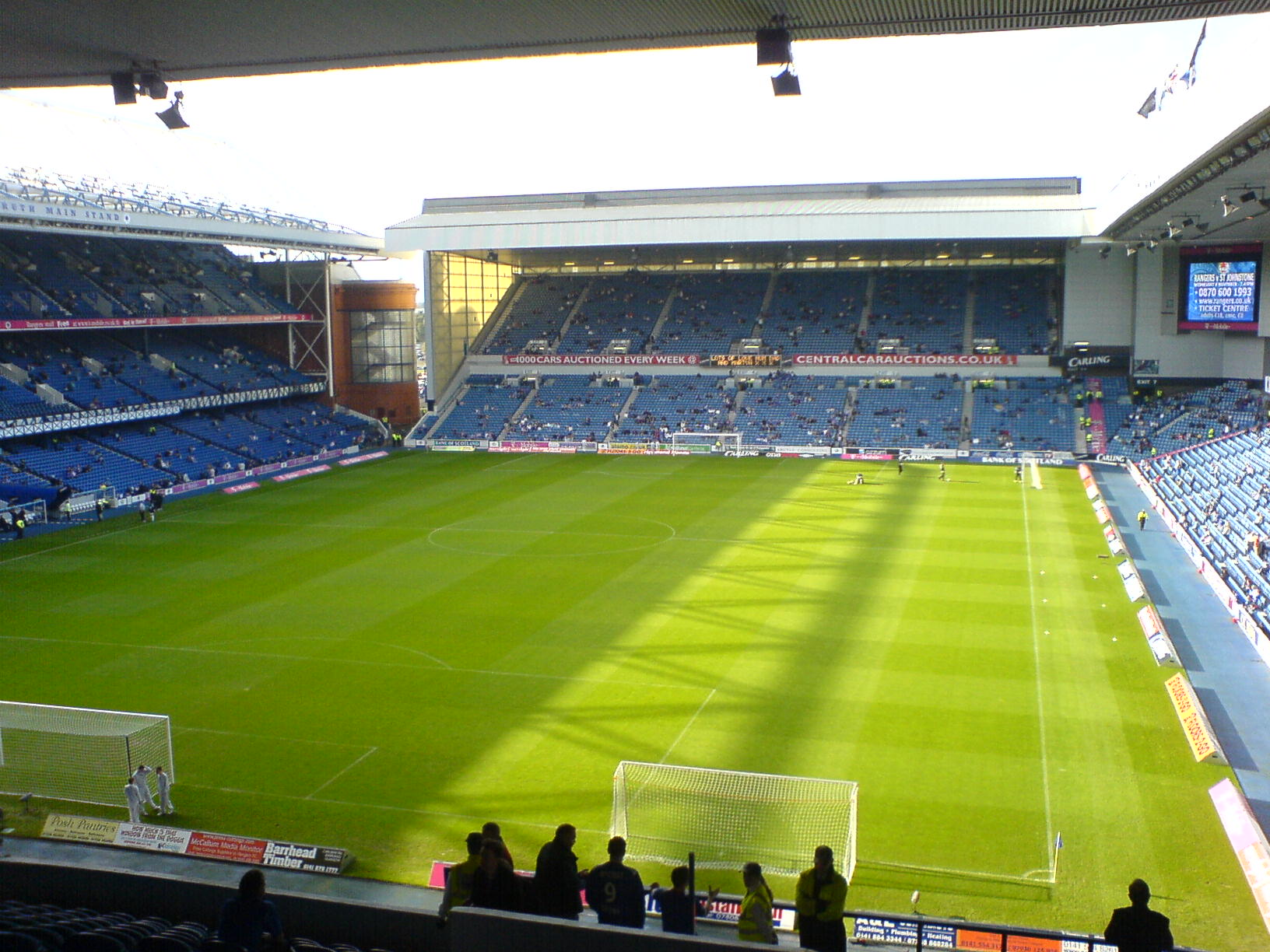
比賽日球場內觀
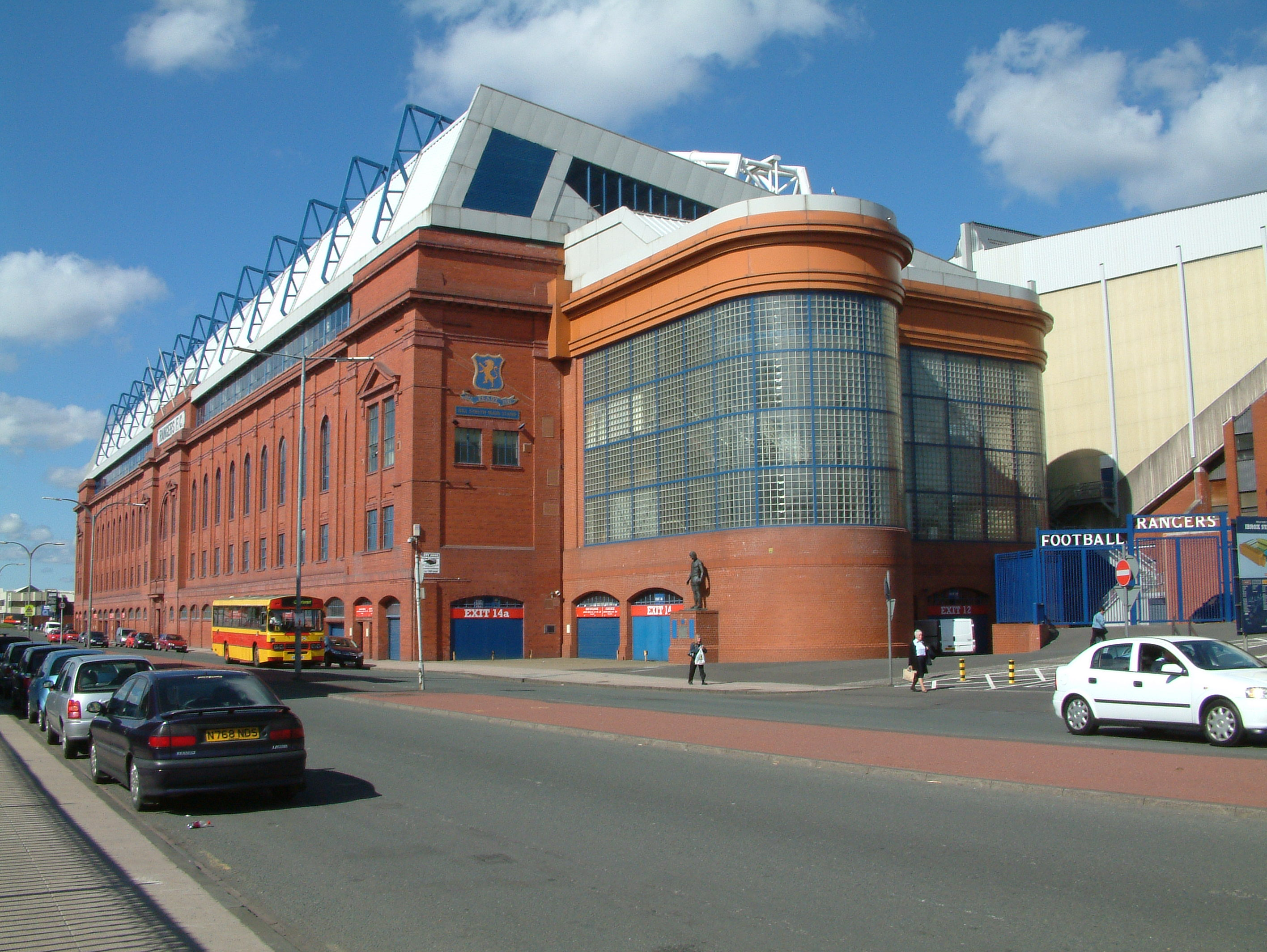
主看台外觀
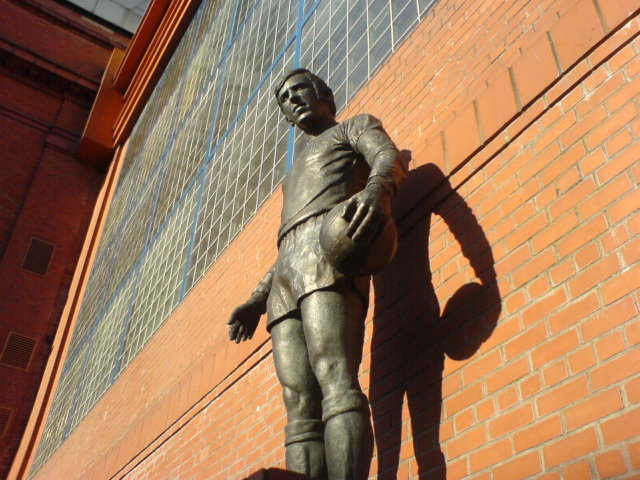
约翰·格雷格銅像

## 歷史

Chart of Rangers yearly table positions in League play.

### 財政危机与降级
蘇格蘭鋼鐵大亨大偉·梅禮 (David Murray)以600萬英鎊購入格流後，於1988年至2011年之間是球會的東主。經歷漫長的談判後，商人克雷格·懷特 (Craig Whyte)於2011年5月6日以1英鎊入主球會，如此低廉的作價基於球會負債2,200萬英鎊，連同拖欠有爭論的稅款更高達5,500萬英鎊，如果格流與稅局的4,900萬英鎊稅款訴訟失敗，球會將會面臨資不抵債。
2012年2月13日格流向蘇格蘭高等民事法院 (Court of Session)呈遞法律文件表明指派財務監管的意願，翌日稅局試圖申請委派財務監管人但不被接納。2月14日格流於委任以倫敦為基地的財務顧問「达夫菲尔普斯」(Duff and Phelps)為財務監管人後正式進入財務監管時期，同日格流被蘇超扣減10分。2012年4月23日，蘇格蘭足總宣佈一系列對格拉斯哥流浪的判罰，這支因破產被接管的球隊在1年內不能收購球員，班主克雷格·懷特亦被罰終身不得再涉足蘇格蘭球壇。
7月13日夜，由于流浪者遭遇严重的财政危机而被处罚，虽然苏超联盟和苏格兰足总都希望流浪者仅被降入第三级别的苏甲联赛，但与会的30家俱乐部主席投票，其中25位主席选择将流浪者罚入第四级别苏丙联赛。

### 重返蘇超
2016年4月初，格流於蘇冠第32輪賽事主場以1:0小勝鄧巴頓，提早奪冠，闊別4年後重返蘇超。但當年蘇格蘭足總盃決賽敗給喜伯年，無緣當年歐洲聯賽。
之後格流在2016-2017賽季未能在過去在聯賽前兩名，與塞爾提克對賽為1-5、1-2、1-1、1-5，最後聯賽排名第三結束回歸蘇超的第一個賽季，以及最差的聯賽名次，歐洲聯賽在外圍賽第一輪被盧森堡球隊尼德康淘汰出局 - 該隊在此之前未在歐洲賽事贏得任何勝利。

### 新教練
至目前仍在歐洲聯賽參賽。先後以從外圍賽第一輪至分組賽和外圍賽第一輪至十六強作為結束。

### 再次成為王者
2020-21年度球季，在利物浦及英格蘭前隊長謝拉特帶領下，於2021年3月7日以28勝4和得88分不敗佳績領先同市宿敵些路迪20分, 提前6輪壓倒對手鎖定蘇格蘭超級足球聯賽冠軍，10年來首次在蘇超封王。

## 隊徽與球衣

### 隊徽

1990–1994年球衣上的會徽

流浪現時擁有兩款不同的會徽，著名的「RFC」條幅會徽據稱自創會已有，雖然形象歷年來時有改變，但自1968年以來一直繡於球衣之上，於2002-2003球季當球隊取得第50次聯賽冠軍兼本土三冠王後，流浪在翌季季初在「RFC」上方加上5顆星星，每顆代表贏得10屆聯賽冠軍；而圓形會徽則於1959年首次採用，將球會名字放於外圍圓圈，中心有足球、獅子及格言「READY」，現時主要用於球會商品及媒體。成為自1998年蘇超成立以來，第五支被接管的球隊。

### 球衣
流浪的球衣顏色為皇室藍、白及紅色，但在創會首48年大部分時間球隊穿著淨淺藍色的主場球衣作賽，當時只有自1879年開始有4季穿著淺藍及白橫間球衣。
球隊的主場球衣為皇室藍色球衣，通常襯有白及/或紅邊，傳統上加上白色球褲，通常襯有皇室藍及/或紅邊，及黑色有紅色反頂的襪子。而作客球衣款式則不斷變更，最常採用白及紅色作為主色，而深或淺藍亦時有採用。近年球隊亦引進第三球衣，在主場與作客球衣均與對賽球隊撞色時採用，顏色包括結合淺藍、紅、橙及紫色。
| Kit suppliers | Kit suppliers | Kit suppliers |
| 年度          | 製造商        |               |
| ------------- | ------------- | ------------- |
| 1978年–1990年 | Umbro         |               |
| 1990年–1992年 | Admiral       |               |
| 1992年–1997年 | Adidas        |               |
| 1997年–2002年 | Nike          |               |
| 2002年–2005年 | Diadora       |               |
| 2005年–2013年 | Umbro         |               |
| 2013年–2018年 | Puma          |               |
| 2018年–2020年 | Hummel        |               |
| 2020年–至今   | Castore       |               |

| Front of shirt sponsors | Front of shirt sponsors |
| 年度                    | 贊助商                  |
| ----------------------- | ----------------------- |
| 1984–1987               | CR Smith                |
| 1987年–1999年           | McEwan's Lager          |
| 1999年–2003年           | NTL                     |
| 2003年–2010年           | Carling                 |
| 2010年–2013年           | Tennent's               |
| 2013年–2014年           | Blackthorn              |
| 2014年–2023年           | 32Red                   |
| 2023年–至今             | Unibet                  |

## 球會榮譽
| 榮譽            | 次數        | 年度 |
| 聯 賽 比 賽     | 聯 賽 比 賽 | 聯 賽 比 賽 |
| --------------- | ----------- | --- |
| 頂級聯賽 冠軍   | 55          | 1890–91、1898–99、1899–00、1900–01、1901–02、1910–11、1911–12、1912–13、1917–18、1919–20、 1920–21、1922–23、1923–24、1924–25、1926–27、1927–28、1928–29、1929–30、1930–31、1932–33、 1933–34、1934–35、1936–37、1938–39、1946–47、1948–49、1949–50、1952–53、1955–56、1956–57、 1958–59、1960–61、1962–63、1963–64、1974–75、1975–76、1977–78、1986–87、1988–89、1989–90、 1990–91、1991–92、1992–93、1993–94、1994–95、1995–96、1996–97、1998–99、1999–00、2002–03、 2004–05、2008–09、2009–10、2010–11、2020-21； |
| 第二級聯賽 冠軍 | 1           | 2015–16； |
| 盃 賽 比 賽     |             | |
| 蘇格蘭盃 冠軍   | 34          | 1894、1897、1898、1903、1928、1930、1932、1934、1935、1936、 1948、1949、1950、1953、1960、1962、1963、1964、1966、1973、 1976、1978、1979、1981、1992、1993、1996、1999、2000、2002、 2003、2008、2009、2022； |
| 聯賽盃 冠軍     | 28          | 1946、1948、1960、1961、1963、1964、1970、1975、1977、1978、 1981、1983、1984、1986、1987、1988、1990、1992、1993、1996、 1998、2002、2003、2005、2008、2010、2011、2024； |
| 歐 洲 比 賽     |             | |
| 冠軍            | 1           | 1972； |

粗體份奪得雙料冠軍，粗體 + 斜字份奪得本土三冠王。

## 俱樂部成績
- 2011－2012球季：蘇超第2（財政問題降至蘇丙）
- 2012－2013球季：蘇丙第1（升級）
- 2013－2014球季：蘇甲第1（升級）
- 2014－2015球季：蘇冠第3（升級附加賽落敗）
- 2015－2016球季：蘇冠第1（升級）
- 2021－2022球季：歐霸盃亞軍

## 球员名单（2024/25）

### 现役名单
註釋：國旗表示球員在國際足聯資格規則定義的國家隊。球員可能擁有一個以上非國際足聯國籍。
| 號碼 |          | 位置 | 球員                                  |
| ---- | -------- | ---- | ------------------------------------- |
| 1    | 英格兰   | 门将 | 杰克·巴特兰德（Jack Butland）         |
| 2    | 英格兰   | 后卫 | 占士·泰雲尼亞（James Tavernier）      |
| 3    | 土耳其   | 后卫 | 里德万·伊尔马兹（Rıdvan Yılmaz）      |
| 4    | 荷兰     | 后卫 | 羅賓·普羅珀（Robin Pröpper）          |
| 5    | 蘇格蘭   | 后卫 | 約翰·蘇塔爾（John Souttar）           |
| 7    | 哥伦比亚 | 前锋 | 奥斯卡·科尔特斯（Óscar Cortés）       |
| 8    | 蘇格蘭   | 中场 | 康·巴隆（Connor Barron）              |
| 9    | 奈及利亞 | 前锋 | 施里爾·迪沙斯（Cyriel Dessers）       |
| 10   | 科特迪瓦 | 中场 | 穆罕默德·迪奥曼德（Mohamed Diomande） |
| 11   | 威尔士   | 前锋 | 湯姆·勞倫斯（Tom Lawrence）           |
| 13   | 英格兰   | 中场 | 托德·坎特維爾（Todd Cantwell）        |
| 17   | 威尔士   | 前锋 | 拉比·馬通多（Rabbi Matondo）          |
| 18   | 捷克     | 前锋 | 瓦茨拉夫·卓尼（Václav Černý）         |
| 19   | 法國     | 后卫 | 克林顿·恩西亚拉（Clinton Nsiala）     |
| 20   | 英格兰   | 中场 | 基蘭·道威爾（Kieran Dowell）          |

| 號碼 |          | 位置 | 球員                              |
| ---- | -------- | ---- | --------------------------------- |
| 21   | 英格兰   | 后卫 | （Dujon Sterling）                |
| 22   | 巴西     | 后卫 | 杰夫特（Jefté）                   |
| 23   | 蘇格蘭   | 前锋 | 斯科特·萊特（Scott Wright）       |
| 26   | 英格兰   | 后卫 | 本·戴维斯（Ben Davies）           |
| 27   | 奈及利亞 | 后卫 | 莱昂·巴洛贡（Leon Balogun）       |
| 29   | 摩洛哥   | 前锋 | 哈姆扎·伊加马内（Hamza Igamane）  |
| 30   | 羅馬尼亞 | 中场 | 亞尼斯·哈吉（Ianis Hagi）         |
| 31   | 蘇格蘭   | 门将 | 基兰·赖特（Liam Kelly）           |
| 38   | 蘇格蘭   | 后卫 | 利昂·金（Leon King）              |
| 43   | 比利时   | 中场 | 尼古拉斯·拉斯金（Nicolas Raskin） |
| 44   | 蘇格蘭   | 后卫 | 亚当·迪瓦恩（Adam Devine）        |
| 45   | 北爱尔兰 | 前锋 | 法什翁·萨卡拉（Ross McCausland）  |
| 51   | 蘇格蘭   | 中场 | 亚历克斯·洛里（Alex Lowry）       |
| 99   | 巴西     | 前锋 | 达尼洛（Danilo）                  |

### 外借球員
註釋：國旗表示球員在國際足聯資格規則定義的國家隊。球員可能擁有一個以上非國際足聯國籍。
| 號碼 |          | 位置 | 球員                              |
| ---- | -------- | ---- | --------------------------------- |
| 15   | 厄瓜多尔 | 中场 | 何塞·西富恩特斯（José Cifuentes） |
| 32   | 蘇格蘭   | 门将 | 基蘭·萊特（Kieran Wright）        |

| 號碼 |        | 位置 | 球員                          |
| ---- | ------ | ---- | ----------------------------- |
| 46   | 英格兰 | 后卫 | 約翰尼·伊費科（Johnly Yfeko） |
| --   | 蘇格蘭 | 后卫 | 傑克·夏尼斯（Jack Harkness）  |

## 最佳陣容
以下為流浪球迷在1999年投票選出的歷來最佳陣容：
- （守門）
- 約翰·格力克（後衛）
- 仙迪·渣甸（後衛）
- 泰利·畢查（後衛）
- 理察·哥夫（後衛）
- 占·巴克斯特（中場）
- 加斯居尼（中場）
- 大衛·谷巴（中場）
- 白賴仁·勞特立（中場）
- 馬克·希利（前鋒）
- 阿利·麥哥斯（前鋒）

## 备注
1. ↑  如女王公园巡游者（英語：Queens Park Rangers）

## 外部連結
- 流浪者足球俱乐部官方网站 （页面存档备份，存于）